# Mopanveldophis zebrinus
Mopanveldophis zebrinus – gatunek węża z rodziny połozowatych (Colubridae), jedyny przedstawiciel monotypowego rodzaju Mopanveldophis. Endemit Namibii; znany jedynie z trzech stanowisk w północno-zachodniej części kraju, choć jego zasięg występowania prawdopodobnie jest szerszy.